# Xanthorhoe lacustrata
Xanthorhoe lacustrata är en fjärilsart som beskrevs av Achille Guenée 1858. Xanthorhoe lacustrata ingår i släktet Xanthorhoe och familjen mätare. Inga underarter finns listade i Catalogue of Life.